# 裸擬棘茄魚
裸擬棘茄魚（学名：Halieutopsis nudiventer）为棘茄魚科擬棘茄魚屬下的一个种。